# CS-280
De CS-280 (Carretera Secundaria 280) is een secundaire weg in Andorra. De weg verbindt de CG-2 tussen Canillo en de Franse grens met het skigebied Grau Roig en is ongeveer anderhalve kilometer lang.